# جاي جاي جونسون
جاي جاي جونسون (بالإنجليزية: J. J. Johnson) هو مؤلف موسيقى تصويرية وعازف جاز وملحن أمريكي، ولد في 22 يناير 1924 في إنديانابوليس في الولايات المتحدة، وتوفي بنفس المكان في 4 فبراير 2001 بسبب إصابة بعيار ناري.

## وصلات خارجية
- جاي جاي جونسون على موقع IMDb (الإنجليزية)
- جاي جاي جونسون على موقع الموسوعة البريطانية (الإنجليزية)
- جاي جاي جونسون على موقع ألو سيني (الفرنسية)
- جاي جاي جونسون على موقع ميوزك برينز (الإنجليزية)
- جاي جاي جونسون على موقع أول موفي (الإنجليزية)
- جاي جاي جونسون على موقع قاعدة بيانات الأفلام السويدية (السويدية)
- جاي جاي جونسون على موقع إن إن دي بي (الإنجليزية)
- جاي جاي جونسون على موقع أول ميوزيك (الإنجليزية)
- جاي جاي جونسون على موقع ديسكوغز (الإنجليزية)
- جاي جاي جونسون على موقع قاعدة بيانات الفيلم (الإنجليزية)